# Extremo Norte do Alasca
O Extremo Norte do Alasca ou Alasca Ártico é uma região do estado do Alasca, EUA. Refere-se a áreas do norte do estado ou próximas ao Oceano Ártico. 
Comumente inclui os distritos de North Slope, Northwest Arctic e as regiões censitárias de Nome, Wade Hampton e Yukon-Koyukuk. Cidades incluídas na região são: Prudhoe Bay, Barrow, Kotzebue, Nome, Hooper Bay e Galena.

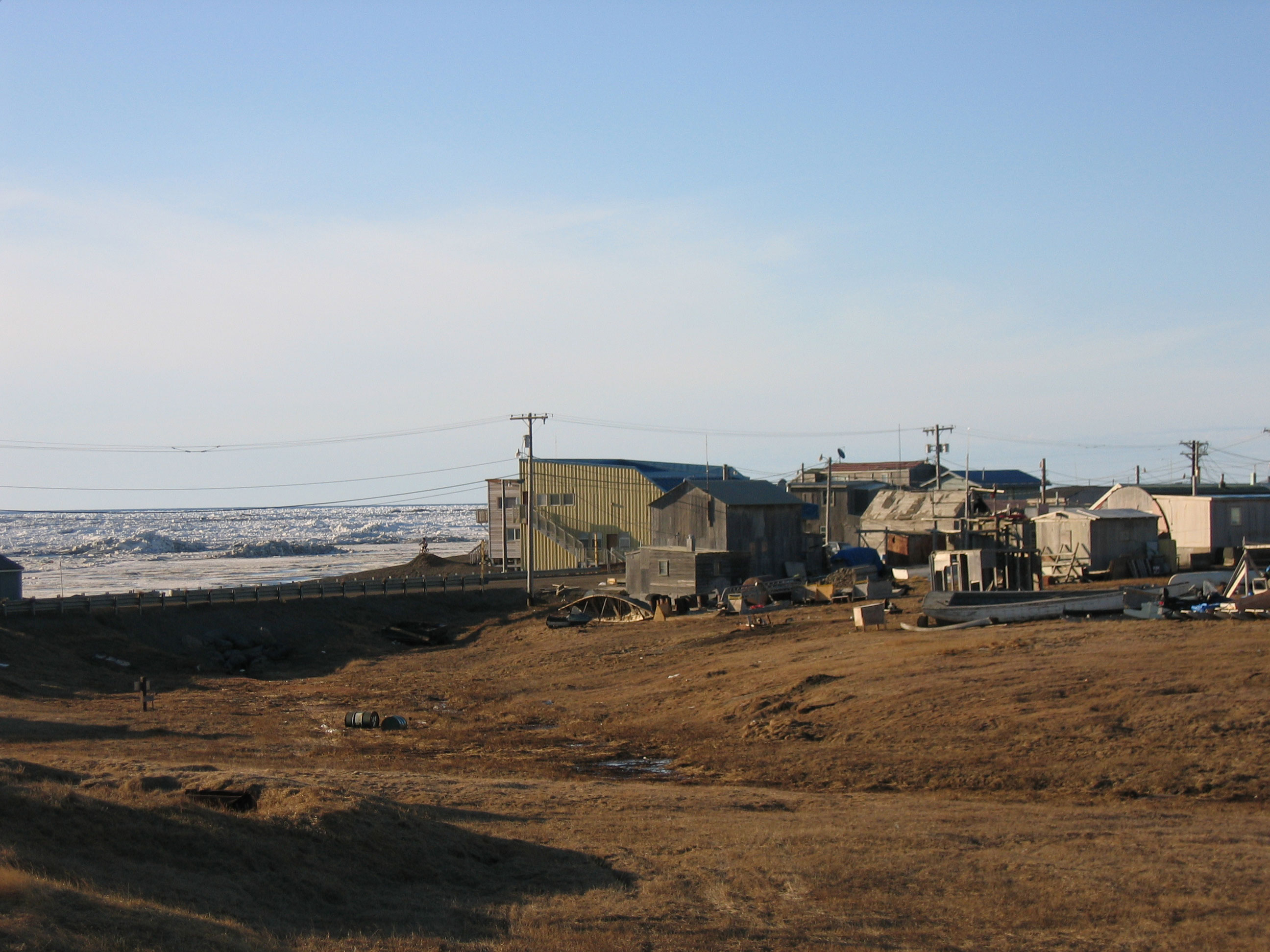
Barrow, a cidade mais setentrional dos Estados Unidos

Muitas dessas comunidades não possui serviço de transporte rodoviário e só poder ser acessadas por pequenos aviões ou motos de neve quando o tempo estiver bom. Originalmente habitadas por vários grupos esquimós, que vivem de pesca de salmão, os modernos assentamentos no extremo do estado foi feito por desbravadores a procura de ouro e depois pela exploração de petróleo. Acima do Círculo Polar Ártico, o sol nasce em Maio e se põe em Agosto.
O ecossistema consiste primeiramente por tundra, cobrindo cadeias montanhosas e planícies costeiras, onde é casa de ursos, baleias, carneiros, bois, renas e numerosas espécies de pássaros. 